# Comté de Clark (Missouri)
Pour les articles homonymes, voir Comté de Clark.
Le comté de Clark, en anglais : Clark County, est un comté du Missouri aux États-Unis. Le siège du comté se situe à Kahoka. Le comté fut créé en 1836 et nommé en hommage à l'explorateur William Clark qui mena l'expédition Lewis et Clark.  Au recensement de 2010, la population était constituée de 7 139 individus.  

## Géographie
Selon le bureau du recensement des États-Unis, le comté totalise une surface 1 326 km2 dont 12 km2 d’eau. 

### Comtés voisins
- Comté de Van Buren (Iowa)  (nord-ouest)
- Comté de Lee County (Iowa)  (nord)
- Comté de Hancock (Illinois)  (est)
- Comté de Lewis (Missouri)  (sud)
- Comté de Knox (Missouri)  (sud-ouest)
- Comté de Knox (Missouri)  (ouest)

### Routes principales
- U.S. Route 61
- U.S. Route 136
- Missouri Route 27
- Missouri Route 81

## Démographie
| Groupe                           | Comté de Clark | Missouri | États-Unis |
| -------------------------------- | -------------- | -------- | ---------- |
| Blancs                           | 98,2           | 82,2     | 72,4       |
| Afro-Américains                  | 0,3            | 11,6     | 12,6       |
| Métis                            | 1,0            | 2,1      | 2,9        |
| Asiatiques                       | 0,3            | 1,6      | 4,8        |
| Autres                           | 0,1            | 1,4      | 6,2        |
| Amérindiens                      | 0,1            | 0,5      | 0,9        |
| Total                            | 100            | 100      | 100        |
|                                  |                |          |            |
| Hispaniques et Latino-Américains | 0,6            | 3,6      | 16,7       |

Selon l'American Community Survey, pour la période 2011-2015, 97,04 % de la population âgée de plus de 5 ans déclare parler anglais à la maison, alors que 1,03 % déclare parler l'allemand, 0,49 % l'espagnol et 1,44 % une autre langue.

## Villes et cités
- Alexandria
- Kahoka
- Luray
- Revere
- St. Patrick
- Wayland
- Wyaconda